# Municipio de Center (condado de Jewell)
El municipio de Center (en inglés: Center Township) es un municipio ubicado en el condado de Jewell en el estado estadounidense de Kansas. En el año 2010 tenía una población de 975 habitantes y una densidad poblacional de 10,51 personas por km².

## Geografía
El municipio de Center se encuentra ubicado en las coordenadas 39°47′9″N 98°12′48″O / 39.78583, -98.21333. Según la Oficina del Censo de los Estados Unidos, el municipio tiene una superficie total de 92.75 km², de la cual 92,57 km² corresponden a tierra firme y (0,2 %) 0,18 km² es agua.

## Demografía
Según el censo de 2010, había 975 personas residiendo en el municipio de Center. La densidad de población era de 10,51 hab./km². De los 975 habitantes, el municipio de Center estaba compuesto por el 97,33 % blancos, el 0,31 % eran afroamericanos, el 0,31 % eran amerindios, el 0,41 % eran asiáticos, el 0,41 % eran de otras razas y el 1,23 % eran de una mezcla de razas. Del total de la población el 0,92 % eran hispanos o latinos de cualquier raza.